# International Computer Chess Tournament
L'International Computer Chess Tournament (spesso abbreviato ITC) fu un torneo internazionale di scacchi riservato ai motori scacchistici organizzato dalla Computerschaak Vereniging Nederland (CSVN) nella città di Leida e disputatosi per 13 edizioni, dal 2001 al 2013. Venne in seguito sostituito dal CSVN Programmers Tournament (PT).
Il torneo era aperto a tutte le nazionalità e aveva stretti requisiti di originalità del software, richiedendo che il principale programmatore del motore fosse iscritto al torneo, e proibendo la partecipazione di software non implementati direttamente dai partecipanti.
| Edizione | Anno | Motore   |
| -------- | ---- | -------- |
| 1        | 2001 | Fritz    |
| 2        | 2002 | Fritz    |
| 3        | 2003 | The King |
| 4        | 2004 | Shredder |
| 5        | 2005 | Shredder |
| 6        | 2006 | Rybka    |
| 7        | 2007 | Rybka    |
| 8        | 2008 | Rybka    |
| 9        | 2009 | HIARCS   |
| 10       | 2010 | Rybka    |
| 11       | 2011 | Pandix   |
| 12       | 2012 | Rybka    |
| 13       | 2013 | Rookie   |